# Frank Megabody
Frank W. Damgaard, (kendt under kunstnernavnet Frank Megabody) (født 1958) er en dansk sanger og entertainer.
Siden 2009 medlem af Skanderborg Byråd for Socialdemokratiet.

## Diskografi
- 1987 – Momenter af ufattelig skønhed
- 2000 – Min allerførste sang
- 2002 – Nye skægge og finurlige sange om Peddersen og Findus
- 2008 – Quite Frankly